# Black Widow (chanson)
Pour les articles homonymes, voir Veuve noire (homonymie).
Singles par Iggy Azalea
No Mediocre
(2014) Booty (Remix)
(2014)
Singles par Rita Ora
I Will Never Let You Down
(2014) Doing It
(2015)
Black Widow est une chanson de la rappeuse australienne Iggy Azalea, en collaboration avec la chanteuse britannique Rita Ora. Elle est sortie le 8 juillet 2014 en tant que premier single du premier album studio d'Iggy Azalea, The New Classic. La chanson a été un succès dans plusieurs pays, notamment au Canada, aux États-Unis et au Royaume-Uni.

## Développement
Début 2013, Azalea se lie d'amitié avec Katy Perry grâce à Chris Anokute, un A&R du label d'Azalea Island Records. Anokute, ancien A&R pour Perry à son label Capitol Records, révèle à Azalea l'intérêt de Perry pour sa musique. À la nomination d'Azalea aux MTV Video Music Awards de 2013, Anokute demande à Perry si elle pouvait faire la promotion de la nomination d'Azalea pour Artist to Watch. Par la suite, Azalea et Perry se mettent à collaborer et à travailler ensemble sur une ancienne chanson enregistrée par Perry, Black Widow. La chanson était initialement écrite pour combler les dernières minutes du quatrième album de Perry, Prism (2013), mais la composition ne s'était achevée qu'une fois l'album sorti. Avant même d'entendre la chanson, Azalea la décrit de « légendaire » et « mystérieuse ».
Le 4 juin 2013, Azalea confirme la participation de la musicienne britannique Rita Ora à son premier studio The New Classic. Elle explique : « J'ai une chanson en tête, et j'ai besoin d'une grande voix pour faire les chœurs car je ne peux pas le faire. » Azalea demande ensuite à Perry d'enregistrer Black Widow pour son album, ce que Perry accepte de faire. L'enregistrement, cependant, n'est jamais envoyé à Azalea. Azalea fait la rencontre de Perry pour la première fois au iTunes Festival. Au festival, Perry propose elle-même à Azalea d'enregistrer Black Widow. Azalea et Ora se lancent dans l'enregistrement de la chanson en novembre 2013 après les MTV Europe Music Awards, et le termine en janvier 2014.
La version finale de Black Widow est co-écrite par Azalea, Perry, Sarah Hudson, Benny Blanco, et ses producteurs chez StarGate. Tim Blacksmith et Danny D. se chargent de la production exécutive et de la coordination de production de la chanson. StarGate se charge de l'instrumentation et de la programmation. Azalea et Ora enregistrent les morceaux vocaux de la chanson à Record Plant, aux studios Westlake Recording de Los Angeles, et aux studios Jungle City de New York.

## Clip vidéo
Iggy Azalea et Rita Ora se sont inspirées du film Kill Bill pour le clip de Black Widow. Azalea joue le rôle d'une serveuse maltraitée dans un restaurant et qui se rêve en héroïne en quête de revanche. Michael Madsen, T.I. et Paul Sorvino apparaissent dans le clip.

## Liste des titres
Téléchargement numérique
1. Black Widow (featuring Rita Ora) [Album track] – 3:23

US Remixes EP
1. Black Widow (featuring Rita Ora) [Vice Remix] — 3:39
2. Black Widow (featuring Rita Ora) [Justin Prime Remix] — 5:41
3. Black Widow (featuring Rita Ora) [Justin Prime Radio Edit] — 3:24
4. Black Widow (featuring Rita Ora) [Justin Prime Instrumental] — 5:41
5. Black Widow (featuring Rita Ora) [Oliver Twizt Remix] — 5:07
6. Black Widow (featuring Rita Ora) [Oliver Twizt Remix Radio Edit] — 3:22
7. Black Widow (featuring Rita Ora) [Dank Remix] — 4:24
8. Black Widow (featuring Rita Ora) [Dem Slackers Remix] — 5:31
9. Black Widow (featuring Rita Ora) [Dem Slackers Remix Radio Edit] — 3:17
10. Black Widow (featuring Rita Ora) [Bordertown Remix] — 4:35

UK Remixes EP
1. Black Widow (featuring Rita Ora) [Tiga Remix] — 5:12
2. Black Widow (featuring Rita Ora) [Darq E Freaker Remix] — 3:31
3. Black Widow (featuring Rita Ora) [Mtrnica & Malachi Remix] — 3:31
4. Black Widow (featuring Rita Ora) [DJ Turkish Remix] — 3:07
5. Black Widow (featuring Rita Ora) [86 Remix] — 4:29

## Classements
| Classement (2014)              | Meilleure position |
| ------------------------------ | ------------------ |
| Australie (ARIA)               | 15                 |
| Canada (Hot 100)               | 7                  |
| États-Unis (Hot 100)           | 3                  |
| France (SNEP)                  | 9                  |
| Royaume-Uni (UK Singles Chart) | 4                  |
| Royaume-Uni (UK R&B Chart)     | 1                  |